# Przymusowa restrukturyzacja
Przymusowa restrukturyzacja (również restrukturyzacja i uporządkowana likwidacja, ang. special resolution regime) – pozasądowy tryb pozwalający na sprawne i uproszczone pod względem proceduralnym przeprowadzenie zmian w strukturach organizacyjnych i kapitałowych instytucji finansowych, których funkcjonowanie zagraża stabilności systemu finansowego. Dzięki wszczęciu przymusowej restrukturyzacji odpowiedzialność za straty takich instytucji spoczywa w pierwszej kolejności na akcjonariuszach oraz wierzycielach, nie zaś na budżecie państwa. Głównym celem przymusowej restrukturyzacji jest więc minimalizacja negatywnych skutków wywołanych stanem zagrożenia upadłością. Chodzi tu przede wszystkim o ochronę stabilności systemu finansowego, a także ochronę środków publicznych przed nadmiernym wydatkowaniem w celu ratowania banku zagrożonego upadłością. Przymusowa restrukturyzacja może być wszczęta wobec banku zamiast postępowania upadłościowego. W odróżnieniu od sądowego postępowania upadłościowego, wszczęcie przymusowej restrukturyzacji nie powoduje konieczności wypłaty środków objętych ochroną gwarancyjną przez Bankowy Fundusz Gwarancyjny.

## Geneza
We wrześniu 2008 r. bank inwestycyjny Lehman Brothers złożył wniosek o ogłoszenie upadłości. To wydarzenie uznaje się za szczytowy punkt ówczesnego kryzysu finansowego. Najważniejszą przyczyną problemów Lehman Brothers były straty, jakie bank poniósł na inwestycjach związanych z rynkiem nieruchomości. W podobnej sytuacji znajdowało się wiele innych dużych banków na całym świecie.
Rządy państw nie chciały ryzykować dalszego pogorszenia sytuacji na rynku finansowym i podjęły decyzję o udzieleniu pomocy instytucjom uważanym za zbyt duże, aby upaść. Jeśli ta pomoc miała zapobiec kolejnym upadłościom, musiała być udzielona bardzo szybko – w ciągu kilku tygodni lub dni. Jedynym źródłem finansowania wielkości miliardów dolarów możliwym do uruchomienia w tak krótkim czasie były środki budżetowe.
Udzielenie pomocy przez rząd (ang. bail out) najczęściej polegało na udzieleniu gwarancji lub rekapitalizacji banku w przy użyciu pieniędzy podatników. W tym drugim przypadku zagrożone instytucje finansowe emitowały nowe akcje, które obejmował rząd płacąc za nie środkami budżetowymi. Dla przykładu rząd Wielkiej Brytanii objął akcje Royal Bank of Scotland za 45,5 mld funtów osiągając blisko 80 proc. udziału w akcjonariacie. Po upływie 10 lat prezes RBS przyznał, że najprawdopodobniej rząd nigdy nie odzyska wszystkich pieniędzy wyłożonych na ratowanie banku.
Ratowanie banków przez rządy wywołały duże niezadowolenie części opinii publicznej zarówno po prawej, jak i lewej stronie sceny politycznej. Dla przykładu uczestnicy ruchu Occupy Wall Street podnosili, że jest niesprawiedliwością, aby używać pieniędzy podatników, często osób niezamożnych, aby ratować banki – jedne z największych przedsiębiorstw. Zwolennicy TEA Party podnosili, że fundamentalną zasadą działalności gospodarczej jest odpowiedzialność i źle zarządzane banki powinny upadać.
W debacie na temat właściwego sposobu postępowania z bankami zbyt dużymi, aby upaść zwyciężył pogląd, że wielkie banki muszą być ratowane, ale podatnicy nie mogą ponosić kosztów tego procesu. Skutki złego zarządzania powinny spadać na właścicieli, ponieważ akcjonariusze mają prawo i obowiązek kontrolowania poczynań zarządu.
W 2010 r. państwa należące do G20 przyjęły, że ważne systemowo banki będą poddawane przymusowej restrukturyzacji. W Unii Europejskiej szczegółowe regulacje w tym zakresie wprowadza dyrektywa BRR, która została przeniesiona do polskiego prawodawstwa ustawą o Bankowym Funduszu Gwarancyjnym, systemie gwarantowania depozytów oraz przymusowej restrukturyzacji.
W Polsce przymusową restrukturyzacją mogą być objęte wszystkie banki komercyjne, spółdzielcze, SKOK-i oraz największe domy maklerskie.

## Przebieg
Zakłada się, że optymalnym scenariuszem jest tak zwany weekend przymusowej restrukturyzacji. W pierwszym kroku organ przymusowej restrukturyzacji podejmuje decyzję o wszczęciu przymusowej restrukturyzacji. W Polsce tę funkcję pełni Bankowy Fundusz Gwarancyjny. Po doręczeniu decyzji ustanowiony przez BFG administrator przejmuje kontrolę nad zagrożonym bankiem. Dotychczasowe organy banku – zarząd i rada nadzorcza ulegają rozwiązaniu. Dotychczasowi właściciele którzy dopuścili do tego, że bank znajduje się na skraju bankructwa, tracą wszystkie uprawnienia do wpływania na bank. Ich akcje zostają umorzone.
Klienci banku powinni zachować dostęp do swoich oszczędności przez wszystkie kanały dostępu – mogą posługiwać się kartami płatniczymi, korzystać z bankowości internetowej i mobilnej oraz oddziałów. Rozpoczęcie przymusowej restrukturyzacji nie zmienia stanu posiadania deponentów do wysokości limitu gwarancji 100 000 €. Przepisy prawa dopuszczają umorzenie lub konwersję środków deponentów posiadających więcej niż 100 000 €, jednak ze względu na skutki społeczne rozwiązanie takie jest ostatecznością.
Zakłada się, że w poniedziałek po weekendzie przymusowej restrukturyzacji oddziały banku pracują w normalnych godzinach – już jako część innej instytucji (w przypadku zastosowania narzędzia przejęcia) lub jako zrestrukturyzowany bank (w przypadku zastosowania bail-in). Bez względu na użyte narzędzie kredytobiorcy restrukturyzowanego banku są zobowiązani do spłaty swoich zobowiązań na dotychczasowych zasadach.
Ze względu na cel jaki ma zrealizować (nie dopuścić do zachwiania stabilności finansowej) przymusowa restrukturyzacja, przepisy nie dopuszczają możliwości wstrzymania rozpoczętej przymusowej restrukturyzacji. Właściciele mogą przed sądem uzyskać odszkodowanie, jeśli wykażą, że w wyniku przymusowej restrukturyzacji ich stan posiadania okazał się niższy niż byłby w przypadku zwykłego postępowania upadłościowego.

## Środki
Środki przymusowej restrukturyzacji mogą być zatem użyte jedynie w sytuacji nadzwyczajnej, tj. gdy instytucja finansowa jest zagrożona upadłością, a ponadto brak jest przesłanek wskazujących, że możliwe działania nadzorcze lub działania banku pozwolą we właściwym czasie usunąć zagrożenie upadłością. Środki przymusowej restrukturyzacji stanowią spójny, wzajemnie uzupełniający się system środków prawnych, umożliwiający przeprowadzenie reorganizacji instytucji finansowej bez konieczności wydatkowania na ten cel środków publicznych. Wariantywność zastosowania środków przymusowej restrukturyzacji pozwala przy tym dostosować proces restrukturyzacji do okoliczności odnoszących się do samego banku, a także poziomu dekoniunktury na rynkach finansowych.
Środki przymusowej restrukturyzacji stanowią w istocie administracyjno-prawną metodę oddziaływania na banki, których funkcjonowanie zagraża stabilności systemu finansowego.
Do środków przymusowej restrukturyzacji należy zaliczyć:
- przejęcie przedsiębiorstwa,
- instytucję pomostową,
- umorzenie lub konwersję zobowiązań podmiotu w restrukturyzacji (ang. bail-in),
- wydzielenie praw majątkowych.

Przejęcie przedsiębiorstwa w ramach przymusowej restrukturyzacji stanowi szczególny przypadek koncentracji gospodarczej. Jest to koncentracja gospodarcza o charakterze przymusowym. Przejęcie jest bowiem dokonywane z inicjatywy organu przymusowej restrukturyzacji, a więc Bankowego Funduszu Gwarancyjnego. Przejęcie przedsiębiorstwa w ramach przymusowej restrukturyzacji może polegać na przejęciu trzech rodzajów substancji majątkowych przez podmiot przejmujący. Po pierwsze, przedsiębiorstwa lub zorganizowanej części przedsiębiorstwa prowadzonego przez podmiot w restrukturyzacji. Po drugie, wybranych lub wszystkich praw majątkowych lub zobowiązań podmiotu w restrukturyzacji. Po trzecie zaś, praw udziałowych podmiotu w restrukturyzacji. Wskazane substancje majątkowe są odpłatnie przenoszone na podmiot lub podmioty przejmujące. Wynagrodzenie, uzyskane od pomiotów przejmujących, za wskazane substancje majątkowe Bankowy Fundusz Gwarancyjny przekazuje następnie na rzecz podmiotu w restrukturyzacji lub jego akcjonariuszy. Kwota wynagrodzenia jest jednak przekazywana po potrąceniu kosztów przymusowej restrukturyzacji banku.
Utworzenie instytucji pomostowej stanowi bowiem alternatywę dla środka przejęcia podmiotu w restrukturyzacji. Instytucja pomostowa stanowi szczególny podmiot na rynku finansowym. W istocie jest ona bankiem o specyficznym statusie prawnym. Podmiot ten jest bowiem tworzony w celu kontynuowania działalności podmiotu w restrukturyzacji. Z kolei Bankowy Fundusz Gwarancyjny jest jedynym akcjonariuszem lub podmiotem dominującym instytucji pomostowej. Cechą instytucji pomostowej jest także prawnie ograniczony okres działania. W tym ograniczonym czasie powinna dokonać się reorganizacja przejętego przedsiębiorstwa podmiotu w restrukturyzacji, a następnie zbycie instytucji pomostowej. Za zastosowaniem środka instytucji pomostowej przemawia w pierwszej kolejności stan dekoniunktury w gospodarce. Stan ten powoduje, że natychmiastowe zbycie przedsiębiorstwa bankowego, w takim stanie, prowadziłoby do niekorzystnego, w aspekcie finansowym, rozporządzenia bankiem w restrukturyzacji.
Z kolei konsekwencją zastosowania środka umorzenia lub konwersji zobowiązań podmiotu w restrukturyzacji jest bowiem wygaśnięcie, bez wynagrodzenia, zobowiązań wynikających zarówno z kapitałów własnych, jak i z kapitałów obcych. Skutek, o którym mowa, jest związany z zasadą pokrywania strat banku w pierwszej kolejności przez akcjonariuszy lub członków podmiotu w restrukturyzacji. Natomiast odpowiedzialność cywilnoprawna wierzycieli jest subsydiarna (posiłkowa). Mechanizm pokrywania strat podmiotu w restrukturyzacji nie ze środków publicznych, a w pierwszej kolejności ze środków jego akcjonariuszy lub członków, a w dalszej przez jego wierzycieli, jest określany mianem tzw. bail-in lub debt write down.
Wydzielenie praw majątkowych stanowi środek o charakterze niesamodzielnym i pomocniczym. Środek wydzielenia praw majątkowych może być bowiem zastosowany tylko w połączeniu z innym środkiem przymusowej restrukturyzacji. Wydzielenie praw majątkowych polega na przeniesieniu wybranych praw majątkowych i powiązanych z nimi zobowiązań podmiotu w restrukturyzacji albo instytucji pomostowej do specjalnego podmiotu zarządzającego aktywami.

## Planowanie
BFG opracowuje szczegółowy plan przymusowej restrukturyzacji dla każdego podmiotu, który może być nią objęty. Jest to szczegółowy plan działań, jakie podejmie BFG na wypadek gdyby podmiot stał się zagrożony. Dzięki planom, regularnym ich przeglądom oraz aktualizacjom organ przymusowej restrukturyzacji ma możliwość szybkiego podjęcia działań w razie konieczności. Każda instytucja finansowa, dla której sporządzono plan przymusowej restrukturyzacji zna streszczenie swojego planu.